# Coycoy
Coycoy, también conocido como Gran Arrecife de Mansi,
es una  arrecife coralino situado en Filipinas, en el archipiélago de Paragua, al sur del grupo de Balábac frente a las costas de la isla de Banguey adyacente a la de Borneo.
Administrativamente forman parte del barrio de Mangsi, el más meridional del municipio filipino de Balábac  de tercera categoría perteneciente a la provincia  de Paragua en  Mimaro,  Región IV-B de Filipinas.

## Geografía
Este arrecife coralino  dista unos 40 kilómetros al sureste de la isla de Balábac y a escasos 8 de las costas de Malasia.
Situado al sur de las islas de Mangsi, grupo que linda al norte con el canal de Lumbucán;
al sur con isla de Banguey (Banggi), adyacente a la de Borneo;
al este con el mar del Oeste de Filipinas, estrecho de Balábac;
y al oeste con el mar de Joló.
Este arrecife  tiene una extensión superficial de aproximadamente 4,90 km², 8.600 metros de largo, en dirección este-oeste, y unos 5.100 metros de ancho.
Dista de  3.800 metros de la isla de Mangsi del Norte. 1.300 metros de la de Mangsi del Sur, separadas ambas por el  canal de Mangsi y 9.500 metros de la isla de Banguey, situada al sur.

## Historia
Balábac formaba parte de la provincia española de  Calamianes, una de las 35 del archipiélago Filipino, en la parte llamada de Visayas. Pertenecía a la audiencia territorial  y Capitanía General de Filipinas, y en lo espiritual a la diócesis de Cebú.
De la provincia de Calamianes se segrega la Comandancia Militar del Príncipe, con su capital en Príncipe Alfonso, en honor del que luego sería el rey Alfonso XII, nacido en 1857.